# David Eigenberg
David Eigenberg (17 de maio de 1964) é um ator norte-americano. É conhecido por interpretar Steve Brady nas séries da HBO Sex and the City e And Just Like That... e como Tenente Christopher Herrmann na série da NBC Chicago Fire.

## Infância e educação
Eigenberg nasceu em Manhasset, Long Island, Nova Iorque, e cresceu em Naperville, Illinois, o único rapaz numa família de seis crianças. A sua mãe, Beverly, era dona de infantários, e o seu pai, Harry, era contabilista. O pai de Eigenberg era judeu e a sua mãe pertencia à Igreja Episcopal; foi educado com a fé da sua mãe.
Depois de concluir o ensino secundário em 1982, Eigenberg alistou-se no Corpo de Fuzileiros Navais do Estados Unidos da América, onde serviu por três anos (1982–1986), e foi dispensado com honra com o posto de Anspeçada.

## Carreira
O primeiro papel recorrente de Eigenberg foi em Homicide: Life on the Street, onde interpretou um sniper imitador, antes de aparecer em The Practice. Deu voz a Nermal em Garfield: The Movie. Fez uma aparição num episódio de ER durante a última temporada da série, e ainda entrou no filme Daybreak. Apareceu no programa de TV americano The King of Queens, no episódio intitulado "Flash Photography", no papel de noivo da amiga irritante de Carrie.
Em 2002, Eigenberg conseguiu o papel de Polícia Ross no episódio da Temporada 3 de Third Watch, intitulado "Superheroes: Part 1". Em julho de 2004, apareceu na série de ficção científica The 4400. Fez de Carl Morrissey na parte dois do piloto, intitulado "The New and Improved Carl Morrissey". Eigenberg apareceu como um suspeito no sexto episódio da série de TV Raines, intitulado "Inner Child", que estreou a 20 de abril de 2007.
Apareceu num episódio de Ghost Whisperer, junto com Jennifer Love Hewitt, e num episódio da série da CBS NCIS como Ted Bankston, um antigo analista da NSA, no episódio da temporada 6 intitulado "Dagger".
Eigenberg é mais conhecido por interpretar Steve Brady na série da HBO Sex and the City. O namorado, e marido, de Miranda Hobbes (Cynthia Nixon). Eigenberg continuou a fazer parte do universo Sex and The City nos filmes de 2008 e 2010, e na série And Just Like That… em 2022.
Em 2009 apareceu no epsiódio 13 da Temporada 6 da série Cold Case, intitulado "Breaking News". Interpretou o papel de Nathan Kravet na versão de 1988. Em 2010, teve o papel de Agente Russell Goldman na Temporada 5 de Criminal Minds, no episódio intitulado "Parasite". Em março de 2011, apareceu na Temporada 3 da série Castle, no episódio intitulado "One Life to Lose", como Peter Connelly. A 16 de maio de 2012 entrou no episódio da série Law & Order: Special Victims Unit, intitulado "Strange Beauty". No outono de 2012, Eigenberg juntou-se ao elenco da série da NBC Chicago Fire como bombeiro sénior/Tenente Christopher Herrmann.

### Teatro
Eigenberg apareceu na produção original da Broadway de John Guare intitulada Six Degrees of Separation como "Hustler" de 1990 a 1992. Regressou à Broadway de 2003 a 2004 como Toddy Koovitz na produção original de Richard Greenberg Take Me Out.

## Vida pessoal
Eigenberg e a sua mulher Chrysti (nascida Kotik) têm um filho, Louie Steven (19 de janeiro de 2009) e uma filha, Myrna Belle (31 de janeiro de 2014). Em 2021, foi noticiado que Eigenberg estava a lidar com deficiência auditiva.

## Filmografia

### Filmes
| Ano  | Título                   | Papel         | Notas                                           |
| ---- | ------------------------ | ------------- | ----------------------------------------------- |
| 2002 | The Mothman Prophecies   | Ed Fleischman |                                                 |
| 2004 | Around the Bend          | John          |                                                 |
| 2004 | Garfield: The Movie      | Nermal (voz)  |                                                 |
| 2006 | Driftwood                | Norris        |                                                 |
| 2007 | The Trouble with Romance | Paul          |                                                 |
| 2008 | Sex and the City         | Steve Brady   |                                                 |
| 2010 | See You in September     | Max           |                                                 |
| 2010 | Sex and the City 2       | Steve         |                                                 |
| 2013 | Robosapien: Rebooted     | Allan         | Também lançado sob o nome "Cody the Robosapien" |

### Televisão
| Ano          | Título                         | Papel                 | Notas                                                      |
| ------------ | ------------------------------ | --------------------- | ---------------------------------------------------------- |
| 1993         | Daybreak                       | Bucky                 | Filme de TV                                                |
| 1998–1999    | Soldier of Fortune, Inc.       | Nick Delvecchio       | 16 episódios                                               |
| 1999–2004    | Sex and the City               | Steve Brady           | 41 episódios                                               |
| 2006         | CSI: Crime Scene Investigation | Gavin McGill          | Episódio: Toe Tags                                         |
| 2008         | NCIS                           | Ted Bankston          | Episódio: Dagger                                           |
| 2010         | Criminal Minds                 | Agent Russel Golldman | Episódio: Parasite                                         |
| 2011         | Five                           | Lenny                 | Filme de TV                                                |
| 2012–present | Chicago Fire                   | Christopher Herrmann  | Elenco principal                                           |
| 2012         | Liz & Dick                     | Ernest Lehman         | Filme de TV                                                |
| 2014–2019    | Chicago P.D.                   | Christopher Herrmann  | 14 episódios                                               |
| 2015–2019    | Chicago Med                    | Christopher Herrmann  | 10 episódios                                               |
| 2017         | Chicago Justice                | Christopher Herrmann  | 3 episódios: "Dead Meat", "Double Helix" & "See Something" |
| 2021–2025    | And Just Like That...          | Steve Brady           | 6 episódios                                                |

## References
1. ↑  «David Eigenberg - Biography - Movies & TV - NYTimes.com». web.archive.org. 26 de maio de 2015. Consultado em 6 de março de 2024
2. ↑  White, Peter (9 de junho de 2021). «'And Just Like That…': Mario Cantone, Willie Garson, David Eigenberg & Evan Handler Reprise Roles In 'Sex And The City Revival». Deadline (em inglês). Consultado em 6 de março de 2024
3. 1 2  Weigel, Jenniffer (26 de novembro de 2014). «10 things I learned playing a reporter on 'Chicago Fire'». Chicago Tribune (em inglês). Consultado em 6 de março de 2024
4. ↑  Weigel, Jenniffer (26 de novembro de 2014). «10 things I learned playing a reporter on 'Chicago Fire'». Chicago Tribune (em inglês). Consultado em 6 de março de 2024
5. ↑  «Broadway Buzz | Videos, Interviews, Photos, News and Tickets | Broadway.com». www.broadway.com. Consultado em 6 de março de 2024
6. ↑  «5 Questions with David Eigenberg - Jerusalem Post | HighBeam Research». web.archive.org. 4 de novembro de 2012. Consultado em 6 de março de 2024
7. ↑  «David Eigenberg Online». web.archive.org. 7 de fevereiro de 2009. Consultado em 6 de março de 2024
8. ↑  «David Eigenberg Just Revealed If He's Returning for the Sex and the City Reboot». E! Online. 31 de março de 2021. Consultado em 6 de março de 2024
9. ↑  «David Eigenberg Credits». IBDB
10. ↑  «And Just Like That... Star David Eigenberg's Real-Life Hearing Loss Inspired His Character's Story, Writers Reveal». Peoplemag (em inglês). Consultado em 6 de março de 2024